# 舍本維爾 (伊利諾伊州)
舍本維爾（英語：Sherburnville）是位於美國伊利諾伊州坎卡基縣的一個非建制地區。該地的面積和人口皆未知。

## 地理
舍本維爾的座標為41°13′44″N 87°32′41″W / 41.22889°N 87.54472°W，而該地的平均海拔高度為206米（即676英尺）。